# Rakwana ornata
Rakwana ornata är en insektsart som beskrevs av Henry, G.M. 1933. Rakwana ornata ingår i släktet Rakwana och familjen Pyrgomorphidae. Inga underarter finns listade i Catalogue of Life.